# 軸心世紀

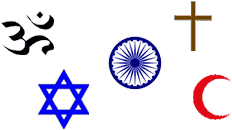
根據軸心世紀理論，世上主要宗教背後的哲學都在大約公元前1千年的600年間發展起來。

軸心时代（德語：Achsenzeit；英語：；由德國哲學家卡爾·雅士培提出的哲學發展理論。意指西元前800年至西元前200年之間，世上主要宗教背後的哲學都同時發展起來。一些人類學家相信，軸心時代由農業革命引發。

## 内容
此個理論由德國哲學家卡爾·雅士培在《歷史之起源與目標》（The Origin and Goal of History）中提出的哲學發展理論。他認為，當時世上主要宗教背後的哲學都在西元前1千年起的600年間發展起來，大約從西元前8世紀到前2世紀之間，都有革命性的思潮湧現。
在華夏文明，轴心文明的标志就是產生诸子百家，前6世纪已经有孔子、晏子、老子、子产等杰出思想家，儒家和墨家在戰國時期成為顯學，战国末年黄老道家兼采百家而独大。先秦儒家学说的倫理綱常、道德说教有效維護後世的專制統治。古印度产生了沙门思潮，发展出了多个宗教流派和哲学流派。犹太王国展開了一系列宗教研究。古希腊则产生了众多学术流派。轴心时代華夏的圣人是孔子，西方在此个时期则是蘇格拉底，而印度文明则对应是释迦牟尼。

### 引用
1. ↑  凱文·凱利(2010)，科技想要什麼。 一些人類學家相信，軸心時代的覺醒是由農業創造的大量富餘供給引發的，全世界大規模灌溉系統和水利工程的建設提供了條件。
2. ↑  Mickolichek, Lindsay.  (PDF). EDMT380.001. 2005  [2006-06-14]. （原始内容 (PDF)存档于2006-06-26）.
3. ↑  卡尔·维斯贝斯. . 由柯锦华翻译. 北京: 中国国际广播出版社. 1988: 68–70.

### 书籍
- Jaspers, Karl; Bullock, Michael (Tr.) (1953). The Origin and Goal of History (1st English ed.). London: Routledge and Keegan Paul. LCCN 53001441. Originally published as Jaspers, Karl (1949). Vom Ursprung und Ziel der Geschichte (1st ed.). München: Piper Verlag. LCCN 49057321.

## 外部連結
- 余英時：〈中國軸心突破及其歷史進程〉 （页面存档备份，存于）（2014）
- 余英時著，托盛勤等譯：〈軸心突破和禮樂傳統〉 （页面存档备份，存于）（2004）
- Religions Timeline （页面存档备份，存于） - Sacred-Texts timeline
- 爱思想专题：轴心时代 （页面存档备份，存于）